# Tsuki ga Kirei
Tsuki ga Kirei (jap. 月がきれい, Nebentitel as the moon, so beautiful.) ist eine Anime-Fernsehserie aus dem Jahr 2017, die beim Studio feel. entstand. Das Werk handelt von der Liebe zweier Mittelschüler und ist in die Genres Romantik und Drama einzuordnen. Der Titel bedeutet „der Mond ist schön“ und ist eine japanische Art „Ich liebe dich“ zu sagen. Sie geht zurück auf den Schriftsteller Natsume Sōseki, der glaubte Liebende verstehen sich ohne direkte Worte.

## Handlung
Der etwas schüchterne und zurückhaltende Kotarō Azumi (安曇 小太郎) kommt im dritten Jahr der Mittelschule erstmals mit der sportlichen Akane Mizuno (水野 茜) in eine Klasse. Bei den Vorbereitungen für das Sportfest lernen sie sich etwas besser kennen und tauschen ihre Line-Kontaktdaten aus. Bald schreiben sie sich regelmäßig über ihr Handy und kommen sich näher. Beide gestalten ihre Freizeit sehr unterschiedlich: Kotarō ist bei einem traditionellen Festival-Verein aktiv, arbeitet in einem Buchladen und ist oft in der Schulbibliothek. Er schreibt selbst Geschichten und will Schriftsteller werden. Sein Vorbild ist Osamu Dazai, den er oft zitiert. Akane dagegen ist Läuferin im Leichtathletikclub und darin auch erfolgreich. So vertritt sie die Schule bei Wettbewerben.
Nach einiger Zeit schließlich gestehen sie sich ihre Liebe. Beide können sich auch für die Hobbys des anderen begeistern und fühlen sich einfach wohl beieinander. Doch sind sie zunächst noch unsicher, wie und wann sie ihre Zeit zusammen gestalten sollen. Außerdem wissen ihre Freunde noch nichts von ihrer Beziehung. So kommt es zu einiger Spannung, nachdem Akanes Freundin Chinatsu ihr erzählt, dass sie sich in Kotarō verliebt hat. Zugleich ist Takumi, ein beliebter Läufer aus dem Sportclub, in Akane verliebt. Schließlich offenbaren Akane und Kotarō ihre Beziehung und verteidigen ihre Liebe. 
Gegen Ende des Schuljahres müssen sich die Schüler entscheiden, auf welche Oberschule sie gegen wollen. Akane und Kotarō wollen sich auch weiter jeden Tag in der Schule sehen können, doch Akanes Vater wird versetzt, sodass die Familie umziehen muss. Sie soll an eine Schule mit gutem Ruf in der neuen Stadt gehen, deren Aufnahmeprüfung Akane mit ihren guten Noten schaffen sollte. Kotarō hat ohnehin schon Streit mit seinen Eltern, da sie seine schriftstellerischen Ambitionen ablehnen. Nun will er dennoch auf dieselbe Schule wie Akane und dazu die schwierige Prüfung bestehen und dann jeden Tag pendeln. Obwohl er seine zunächst entsetzten Eltern mit seinem neuen Lerneifer beeindruckt, schafft er die Prüfung nicht. So richten sich beide auf eine Fernbeziehung ein, schwören sich aber zusammen zu bleiben.
Trotz der Distanz bleiben die beiden in Kontakt und besuchen sich gegenseitig. In der letzten Szene am Schluss des Anime sieht man Jahre später Akane und Kotarō, mittlerweile verheiratet und mit einem Kind.

## Produktion und Veröffentlichung
Die Serie entstand unter der Regie von Seiji Kishi beim Studio feel. Das Drehbuch schrieb Yūko Kakihara. Das Charakterdesign entwarfen loundraw und Kazuaki Morita. Yukari Yasuda war künstlerischer Leiter. 
Die 12 Folgen der Serie wurden zuerst vom 7. April bis 30. Juni 2017 punkt Mitternacht (und damit am vorigen Fernsehtag) von Tokyo MX gezeigt, sowie mit Versatz von bis zu einer Woche auch auf MBS, BS11 und TV Aichi. Die Plattform Crunchyroll zeigte den Anime parallel zur japanischen Ausstrahlung mit Untertiteln in mehreren Sprachen, darunter Deutsch und Englisch. 
KSM Anime veröffentlichte die 12 Folgen, inkl. dem Recap 6.5, am 2. September 2019 in einer Gesamtausgabe auf DVD und Blu-ray Disc.

### Synchronisation
| Rolle           | japanischer Sprecher (Seiyū) | deutsche Stimme        |
| --------------- | ---------------------------- | ---------------------- |
| Kotarō Azumi    | Shōya Chiba                  | Daniel Kirchberger     |
| Akane Mizuno    | Konomi Kohara                | Josephine Martz        |
| Chinatsu Nishio | Rie Murakawa                 | Malin Steffen          |
| Takumi Hira     | Atsushi Tamaru               | Julian-Elias Henneberg |

### Musik
Die Musik der Serie wurde komponiert von Takurō Iga. Das Vorspannlied ist Imakoko (イマココ) und der Abspann wurde unterlegt mit Tsuki ga Kirei (月がきれい). Beide Lieder wurden von Nao Tōyama gesungen. Außerdem wurden während einzelner Episoden folgende Lieder eingespielt:
- Hatsukoi (初恋) von Nao Tōyama (Folge 3)
- Yasashii Kimochi (やさしい気持ち) von Nao Tōyama (Folge 5)
- Sangatsu Kokonoka (３月９日) von Nao Tōyama (Folge 6)
- Tabidachi no Hi ni (旅立ちの日に) von Kawagoe City 3rd Middle School Year 3 Class 1 (Folge 7)
- Natsu Matsuri (夏祭り) von Nao Tōyama (Folge 8)
- Fragile von Nao Tōyama (Folge 10)
- Mirai e (未来へ) von Nao Tōyama (Folge 11)